# 元宵節

台湾塩水鎮で祝われる塩水蜂炮

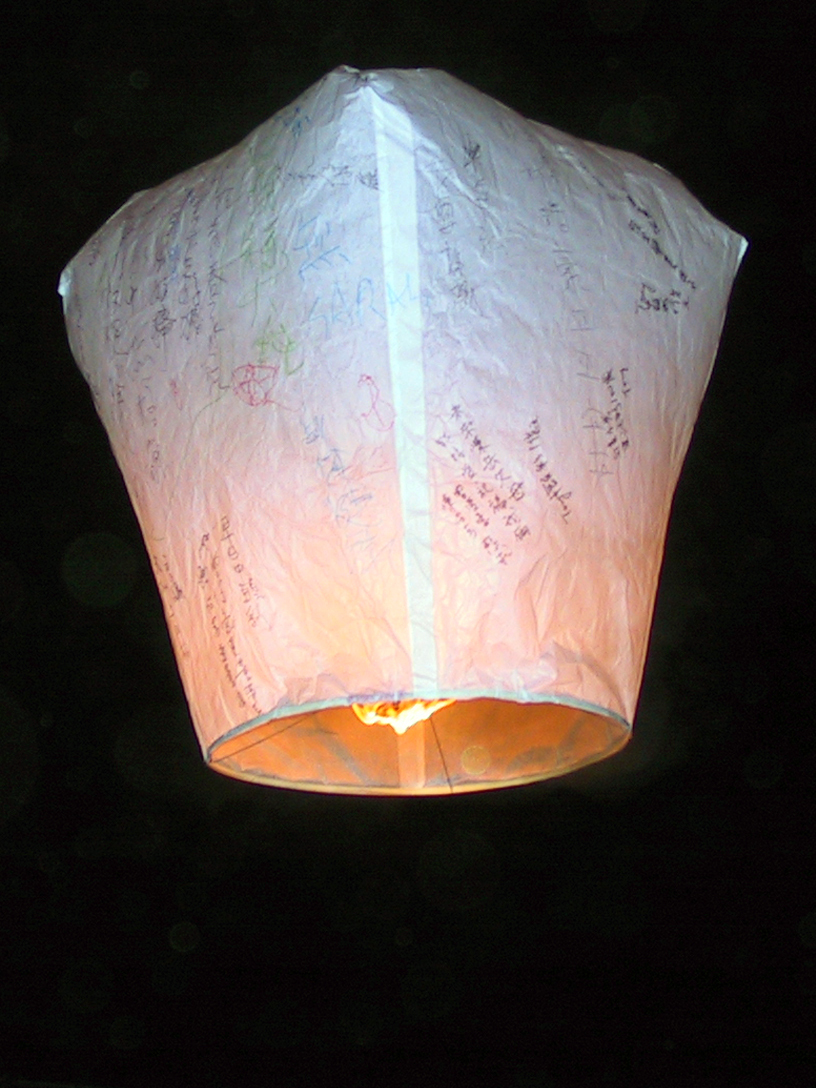
台湾平渓郷の天灯

元宵節（げんしょうせつ）いわゆる上元節（ じょうげん せつ)は、正月の望の日（満月の日、旧暦一月十五日。日本でいうところの小正月にあたる）を祝う中華圏での習慣である。正月は別に元月とも称され、元月の最初の宵（夜）であることより元宵節と命名された。過年は元宵節を迎えて終了する重要な一日である。

## 由来
元宵節の由来は前漢にまでさかのぼることができる。漢代の実権を掌握した呂后が崩御すると国内では呂氏の乱が発生、これを平定した陳平等により劉恒が皇帝に推戴された。反乱平定を達成したのが正月15日であったことより、以降皇帝は毎年この日に宮殿を出て民衆と共に祝賀したことに由来する。この日を文帝により元宵節あるいは元夜、元夕と命名された。
また道教も元宵節に大きな影響を与えている。道教における三元神、即ち上元天官、中元地官、下元水官をそれぞれ正月15日、7月15日、10月15日に割り当て、それぞれ上元節、中元節、下元節として祭祀が行われ、そのため元宵節は上元節とも称される。元宵節に天官を祭祀するにあたり、人々は提灯（中国語では「燈籠」）を作り華やかな雰囲気を創出し吉祥、邪気払いを行っていた。これらの宗教性が次第に希薄になったが、現在でも元宵節には色とりどりの提灯が用いられ、そのため灯節とも称される。『史記』楽書には漢の武帝の時代には、元宵節には太一神の祭祀が行われていたと記載され、夜通し提灯が灯されていたと記載されている。
元宵節が民間の風俗となったのは仏教の影響を受けた後である。後漢になると仏教が中国に伝播し、明帝の時代には蔡愔がインドより帰国しインドでは正月15日に仏舎利を祭ることを伝えたことによる。仏教では灯明が仏具に用いられていたため、元宵節には各寺院で灯明を灯し法会を開くようになった。

## 歴史
元宵節に提灯が用いられるようになって以来、歴代の中国王朝では元宵節は盛大な年中行事となった。南北朝時代、南朝梁の簡文帝による元宵節の様子を描写した『列灯賦』なども残されている。また隋代になると外国使節の参内を元宵節に定め、多くの提灯を用いた元宵節を見学させることで国力の充実を内外に示した。
中唐になると更に盛大な行事となった。唐代に提灯を用いるのは元宵節及び前後一日とされ、漢代から1日とされた元宵節が3日間とされた。唐代では都城である長安では夜間の外出が禁じられていたが、元宵節に限ってはこの禁令が解かれ、民衆が提灯を見るために賑わった。また国力が充実していた時期には王侯貴族が自らの富を表現する場として元宵節が選ばれ、『開元天宝記事』には玄宗により高さ150尺の提灯を、楊貴妃の姉に当たる韓国夫人も「百枝灯樹」なる大規模な提灯を製作したと記録されている。
北宋になると元宵節は更に盛大になり、太祖により期間も正月14日から18日の5日間に延長された。提灯も唐代のものに比べて精巧且つ豪華なものとなり、辛棄疾の『青玉案・元夕』に当時の元宵節の盛大さが描写されている。宋代の元宵節は朝廷より民衆に酒が下賜されたことで更に多くの人出を見るようになった。またこの時期より提灯に謎掛けを行う習慣も登場している。
清代になると満洲より氷灯が中原に紹介され、提灯の製作に影響を与えたと言われている。

## 食べ物
元宵節には元宵（ユェンシャオ）を食べる習慣がある。元宵はもち米を原料とした団子である点は湯円に似ていて、中の餡には様々な具が入れられる。甘いものとしては砂糖、胡桃、ゴマ、小豆餡、氷砂糖などが、塩辛いものとしては肉や野菜で作られた具が入れられる。湯円は熱湯の入れられた鍋で茹でる際、湯の中で団子が踊る姿を天に輝く満月に見立てた。そして家庭が団圓（団欒円満の意味）と音が似ている「湯圓」という漢字が使用され、宋代の周必大も『元宵煮浮円子」という詩の中で「今夕是何夕、団圓事事同」と表現し、現在でも台湾では「吃了湯圓好団圓」という民謡が広く知られている。
元宵節にも湯円を食べる由来は唐代に元宵節に食べられていた麺蚕にさかのぼることができる。南宋になると乳糖円子と称されるようになりこれが湯圓の前身であると考えられる。宋代の詩人周必大による『元宵煮浮円子』という漢詩の中に「星燦烏雲里、珠浮濁水中」という一文があり、現在の湯圓に近い形態であったと想像される。
明代になると元宵の名称で呼ばれることが多くなる。劉若愚の『酌中志』にその製法が記載されている。また清代になると八宝元宵と称される元宵が美食として知られるようになり、元宵節に欠かせない料理として定着していくこととなった。

## 元宵節にまつわる故事

### 元宵節の由来
一羽の天鵞が天より人間界に舞い降りた際、一人の猟師の放った矢で傷ついてしまった。それを知った玉皇大帝は、自ら大切にしていた天鵞に変わって正月15日に天より兵を遣わし地上を焼き払うことを計画した。その計画を知った一人の仙人は民衆を救うために地上に降り、正月15日に家々で松明を燃やし提灯を灯すことで厄災を逃れることができると伝えた。
人々は仙人の言葉の通りに正月15日に松明を燃やし提灯を灯すと、その仙人は玉皇大帝に対し既に地上は焼き払ったと報告、玉皇大帝は衆神を率いて南天門より地上を見下ろすと、地上は赤々とした炎に包まれており、既に地上を焼き払ったと錯覚したため人間界が焼き払われなくて済んだ。このことから毎年正月15日に提灯を灯す習慣ができたといわれている。

### 老学庵筆記の故事
宋代に州官となった田登という人物がいたが、「登」と「灯」が同音であったことから任地で嫌名として「灯」の文字の使用を禁じ、それを犯した者は処罰するという通達を出した。住民たちはやむを得ず「灯」を「火」、「点灯」を「点火」と言い換えるようになった。
元宵節を迎えた際に田登も習慣に従い提灯を飾り付けて民衆に観賞させることにし、その通達文を作成することとなった。しかし「灯」の文字が使用できないため、官衙の官人は悩んだ末に、提灯で飾りたてることを意味する言葉「放灯」を「放火」と改めることし、「本州依例、放火三日」などと通知を出した。
たまたま他の土地からやってきた者はこの通達を見て、3日間にわたって「放火」するものと勘違いし逃げ帰ったという故事が記録されている。
この故事より中国語で官民差別を風刺する際に使用する「只許州官放火、不許百姓点灯」（州官の放火は許され、百姓の点灯は許されず）という言葉が生まれ、現在でも使用されている。

### 牡丹燈籠
牡丹燈籠の原作である剪燈新話では、主人公二人は元宵節の提灯見物で出会うことになっている。これを牡丹燈籠では、盂蘭盆会に移し変えた。

## 地域の風習

### 対罵
重慶市開州区に「対罵」という習慣がある。これは元宵節の夜、人々が戸外に椅子を出し何時も憎く思っていた相手を力いっぱい罵倒し、罵倒された相手はそれに反論してはいけないというものである。

### 走老貌
山東省莒県では老若男女が元宵節に戸外で活動する習慣があり「走老貌」と称される。年に一度かならず外出することで若さを保つとされる。

### 石合戦
福建省南部では村同士の子供たちが石を投げ合う習慣がある。石を投げないと村に疫病が流行ると言われている。

### 偸青
海南省文昌市には「偸青」と称される習慣がある。これは他人の屋敷の裏庭で栽培されている野菜を盗み、盗まれた人に非難されることを吉祥とする風習である。台湾でもネギを盗み吉兆を占う風習が古くは存在していた。現在でも「偸挽葱、嫁好翁。偸挽菜、嫁好婿」というこの風習に由来する俗語が残されている。